# Roane County (Tennessee)
Roane County is een van de 95 county's in de Amerikaanse staat Tennessee.
De county heeft een landoppervlakte van 935 km² en telt 51.910 inwoners (volkstelling 2000). De hoofdplaats is Kingston.

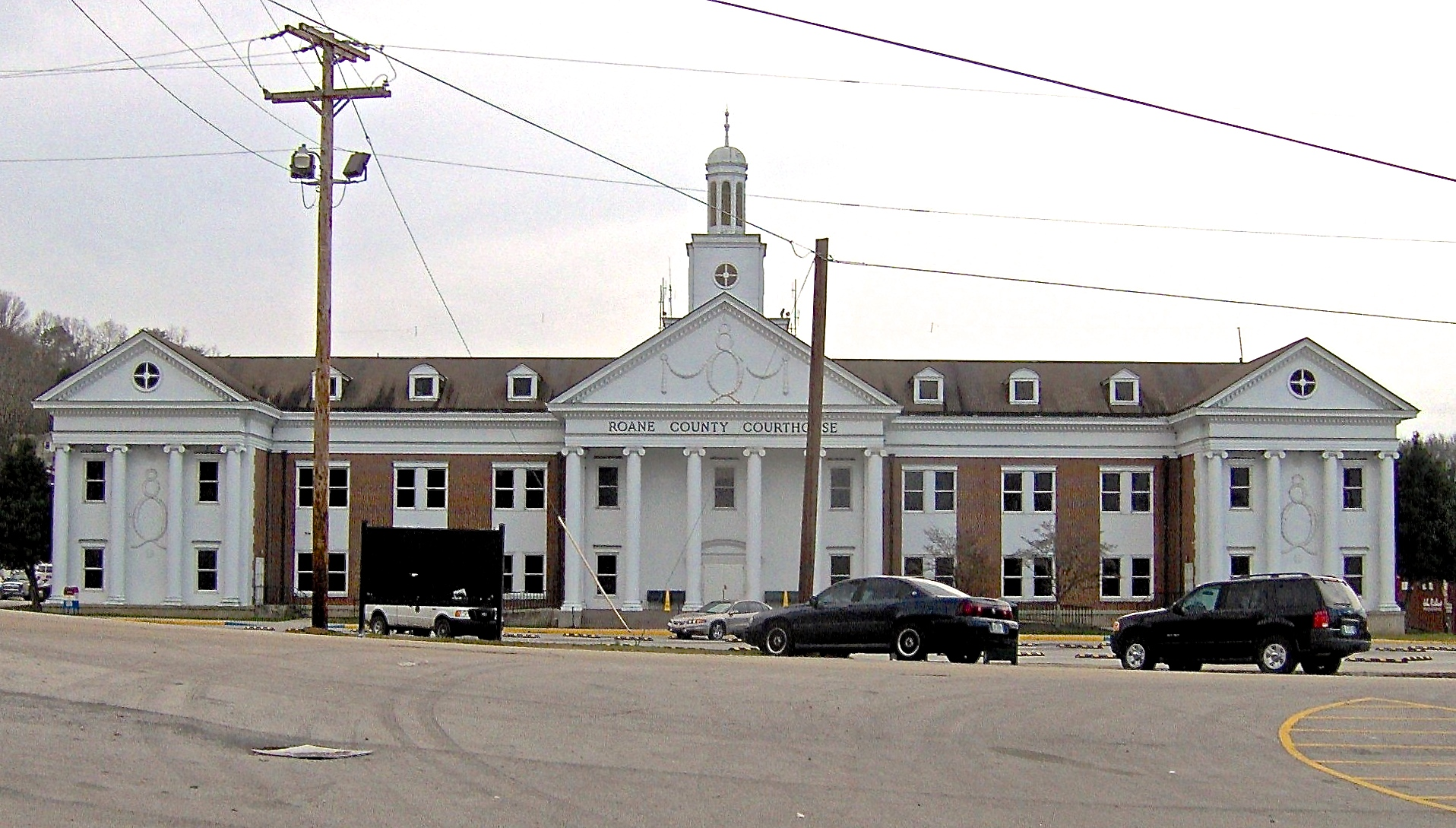
Roane County Courthouse
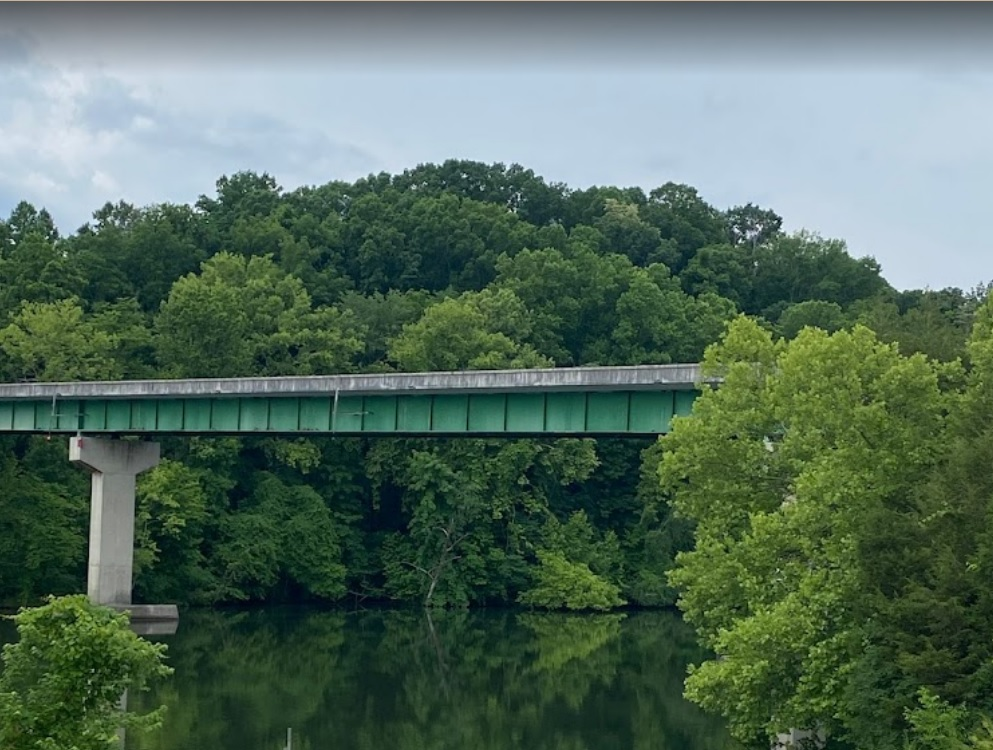
Charles Vanden Bulck Bridge

## Geografie
Roane County ligt op de grens van de Tennesseevallei en het Cumberlandplateau, met bijna overal zicht op de Walden Ridge-helling. Door haar grondgebied stromen drie rivieren die beurtelings samenvloeien: de Emory, de Clinch en de Tennessee.

## Monumenten
In 1962 werd op de grens met Loudon County over de Clinchrivier de Charles Vanden Bulck herdenkingsbrug ingehuldigd. Dit gebeurde ter ere van Charles Vanden Bulck, de in Antwerpen geboren administratief directeur van het Manhattanproject en adviseur van de Atomic Energy Commission.
Anderson County · Bedford County · Benton County · Bledsoe County · Blount County · Bradley County · Campbell County · Cannon County · Carroll County · Carter County · Cheatham County · Chester County · Claiborne · Clay County · Cocke County · Coffee County · Crockett County · Cumberland County · Davidson County · Decatur County · DeKalb County · Dickson County · Dyer County · Fayette County · Fentress County · Franklin County · Gibson County · Giles County · Grainger County · Greene County · Grunby County · Hamblen County · Hamilton County · Hancock County · Hardeman · Hardin · Hawkins County · Haywood County · Henderson County · Henry County · Hickman County · Houston County · Humphreys County · Jackson County · Jefferson County · Johnson County · Knox County · Lake County · Lauderdale County · Lawrence County · Lewis County · Lincoln County · Loudon County · Macon County · Madison County · Marion County · Marshall County · Maury County · McMinn County · McNairy County · Meigs County · Monroe County · Montgomery County · Moore County · Morgan County · Obion County · Overton County · Perry County · Pickett County · Polk County · Putnam County · Rhea County · Roane County · Robertson County · Rutherford County · Scott County · Sequatchie County · Sevier County · Shelby County · Smith County · Stewart County · Sullivan County · Sumner County · Tipton County · Trousdale County · Unicoi County · Union County · Van Buren County · Warren County · Washington County · Wayne County · Weakley County · White County · Williamson County · Wilson County